# Равње (Сремска Митровица)
Равње је насеље у Србији у општини Сремска Митровица у Сремском округу. Према попису из 2022. било је 953 становника.
Равње је најмлађе насеље у Мачви настало после Другог српског устанка. У његовим шанчевима борио се Зека Буљубаша са својим „голаћима“. Равњанци су од давнина повртари, а своје су њиве наводњавали долапима. Овде се одвијао Бој на Равњу.

## Демографија
У насељу Равње живи 1142 пунолетна становника, а просечна старост становништва износи 40,3 година (39,5 код мушкараца и 41,0 код жена). У насељу има 484 домаћинства, а просечан број чланова по домаћинству је 3,02.
Ово насеље је великим делом насељено Србима (према попису из 2002. године), а у последња три пописа, примећен је пад у броју становника.
|  |

| Демографија | Демографија | Демографија |
| Година      | Становника  | Становника  |
| ----------- | ----------- | ----------- |
| 1948.       | 1.765       |             |
| 1953.       | 1.889       |             |
| 1961.       | 1.856       |             |
| 1971.       | 1.745       |             |
| 1981.       | 1.692       |             |
| 1991.       | 1.587       | 1.496       |
| 2002.       | 1.463       | 1.562       |

| Етнички састав према попису из 2002.‍ | Етнички састав према попису из 2002.‍ | Етнички састав према попису из 2002.‍ | Етнички састав према попису из 2002.‍ | Етнички састав према попису из 2002.‍ |
| ------------------------------------ | ------------------------------------ | ------------------------------------ | ------------------------------------ | ------------------------------------ |
|                                      |                                      |                                      |                                      |                                      |
| Срби                                 | Срби                                 |                                      | 1.442                                | 98,56%                               |
| Хрвати                               | Хрвати                               |                                      | 9                                    | 0,61%                                |
| Југословени                          | Југословени                          |                                      | 2                                    | 0,13%                                |
| Црногорци                            | Црногорци                            |                                      | 1                                    | 0,06%                                |
| непознато                            | непознато                            |                                      | 8                                    | 0,54%                                |

| Година пописа     | 1948. | 1953. | 1961. | 1971. | 1981. | 1991. | 2002. |
| ----------------- | ----- | ----- | ----- | ----- | ----- | ----- | ----- |
| Број домаћинстава | 339   | 377   | 416   | 440   | 437   | 509   | 484   |

| Број чланова      | 1   | 2   | 3  | 4  | 5  | 6  | 7  | 8 | 9 | 10 и више | Просек |
| ----------------- | --- | --- | -- | -- | -- | -- | -- | - | - | --------- | ------ |
| Број домаћинстава | 109 | 118 | 76 | 90 | 35 | 40 | 13 | 3 | 0 | 0         | 3,02   |

| Пол    | Укупно | Неожењен/Неудата | Ожењен/Удата | Удовац/Удовица | Разведен/Разведена | Непознато |
| ------ | ------ | ---------------- | ------------ | -------------- | ------------------ | --------- |
| Мушки  | 607    | 166              | 381          | 36             | 23                 | 1         |
| Женски | 594    | 89               | 382          | 111            | 12                 | 0         |
| УКУПНО | 1.201  | 255              | 763          | 147            | 35                 | 1         |

| Пол    | Укупно                    | Пољопривреда, лов и шумарство | Рибарство                            | Вађење руде и камена | Прерађивачка индустрија       |
| ------ | ------------------------- | ----------------------------- | ------------------------------------ | -------------------- | ----------------------------- |
| Мушки  | 404                       | 269                           | 0                                    | 0                    | 65                            |
| Женски | 208                       | 165                           | 0                                    | 0                    | 11                            |
| УКУПНО | 612                       | 434                           | 0                                    | 0                    | 76                            |
| Пол    | Производња и снабдевање   | Грађевинарство                | Трговина                             | Хотели и ресторани   | Саобраћај, складиштење и везе |
| Мушки  | 2                         | 7                             | 13                                   | 1                    | 8                             |
| Женски | 0                         | 0                             | 9                                    | 0                    | 0                             |
| УКУПНО | 2                         | 7                             | 22                                   | 1                    | 8                             |
| Пол    | Финансијско посредовање   | Некретнине                    | Државна управа и одбрана             | Образовање           | Здравствени и социјални рад   |
| Мушки  | 0                         | 1                             | 4                                    | 3                    | 1                             |
| Женски | 0                         | 0                             | 1                                    | 12                   | 5                             |
| УКУПНО | 0                         | 1                             | 5                                    | 15                   | 6                             |
| Пол    | Остале услужне активности | Приватна домаћинства          | Екстериторијалне организације и тела | Непознато            | Непознато                     |
| Мушки  | 1                         | 0                             | 0                                    | 29                   | 29                            |
| Женски | 0                         | 0                             | 0                                    | 5                    | 5                             |
| УКУПНО | 1                         | 0                             | 0                                    | 34                   | 34                            |

## Галерија
- Грм Зеке Буљубаше
- Шанац са бистом Зеке Буљубаше
- Спомен-плоча
- Спомен-плоча
- Дом културе
- Споменик у дворишту школе
- Сеоска школа
- Црква Св. цара Константина и царице Јелене
- Мурал Стефана Немање у порти цркве